# 清朝开国战争
清朝开国战争，是指来自辽东（今中国东北地区）的清朝政权由1616年建國（1636年前称后金），为获得整个中国的统治权並開疆拓土，因而開始入侵中原明朝地區而發動的一系列戰爭。顺治元年（1644年），李自成攻陷明朝首都北京，山海关守将吴三桂向清朝投降。清軍进入山海關，正式入主中原，随后先后攻破各路民變勢力和南明政权的势力。1661年，攻取云南，汉地全部归于清朝统治之下。清朝在三藩之乱中巩固了其在华南的统治地位，并在1683年克攻明郑，消灭南明最后一支势力。清朝又相继出兵蒙古、新疆、青藏高原等地，将它们归于自己统治之下，今日中国的版图大致在清朝时期形成。

## 康熙时期

### 削平三藩
1662年，年仅八岁的康熙帝即位，康熙初年，西南的三藩云南吴三桂、广东尚可喜、福建耿精忠为朝廷的最大割据势力，威胁中央集权在华南地区的权威。康熙十二年（1672年），康熙帝下令撤藩。平西王吴三桂举兵反清，靖南王耿精忠、平南王尚之信先后响应。起兵初期，吴三桂旧部纷纷倒戈反清，经过八年的战争，康熙帝最终平定了三藩之乱。

### 反击俄军
16世纪以来，俄罗斯沙皇国跨过乌拉尔山脉向亚洲西伯利亚地区扩张，不久之后持续侵扰中国黑龙江流域。清朝初年，清军主力入关，东北边界防卫空虚，俄國遂占據了雅克萨和尼布楚等地。顺治帝时，清军曾几次击败俄军，由于东北人烟稀少，一旦清军回撤，俄军势力又卷土重来。康熙帝亲政之后，清政府一再要求俄方退出，俄军置之不理，并且继续扩大行動。
1685年和1686年，康熙帝两次派军进攻盘踞在雅克萨的俄军。1685年康熙帝派遣彭春率领清军3000人围攻雅克萨，俄军投降。清军把俘获的700余个俄军遣送回国，清军撤回后，俄军又重建土城。1686年夏，黑龙江将军萨布素率领本部2000人及援军重新攻打雅克萨，清军掘堑筑垒，围困雅克萨城长达10个月。城中俄军弹尽粮绝，俄国派特使和中国议和，康熙帝令萨布素撤兵。于康熙二十八年（1689年）俄国代表费耀多罗·戈洛文伯爵和清政府代表索额图、佟国纲签订了《尼布楚条约》，划定了中俄两国东段边界，在條約中，“清朝”和“中國”是互稱，「中國」一詞在當時已經具有了一個近現代主權國家的含義。
雍正五年（1727年），清朝政府与帝俄政府签订《布连斯奇条约》以划分中俄中段边界，经勘界后，同年签订了《恰克图条约》，保证了中俄的和平与商贸往来。

## 蒙古一带的战事

### 清初蒙古
蒙古各部在清朝入关之前便归附了后金（后来为清朝）。皇太极在位期间，曾数次远征漠南蒙古的察哈尔部，最终在1634年击败了他，林丹汗献传国玉玺投降。随后，漠南蒙古各部归附后金，皇太极被他们推戴为蒙古大汗，改国号为大清。
在清朝初年，蒙古分为漠南蒙古（札萨克蒙古）和漠北蒙古（喀尔喀蒙古）两部分。喀尔喀蒙古又分为札萨克图汗部、土谢图汗部、车臣汗部三大部落，被称为“外喀尔喀”，即外蒙古。此外还有天山以北的准噶尔部和青海的霍尔三十九族部落，也是蒙古人部落。

## 新疆一带的战事
在清朝初期，今日的新疆一带不属于中央政权管辖之下。当时新疆一带分为南北两部分，天山以北为蒙古人的准噶尔汗国，被清廷称为“准部”；天山以南为伊斯兰教的叶尔羌汗国，被清廷称为“回部”。叶尔羌汗国后来被准噶尔吞并。强大的准噶尔汗国曾经长期与清朝交战，后来不敌清朝。1758年，准噶尔被清朝征服。1759年，清廷平定回部的大小和卓之乱，回疆归于清廷统治之下，设置总理回疆事务参赞大臣以管辖之。

### 平定伊犁地区

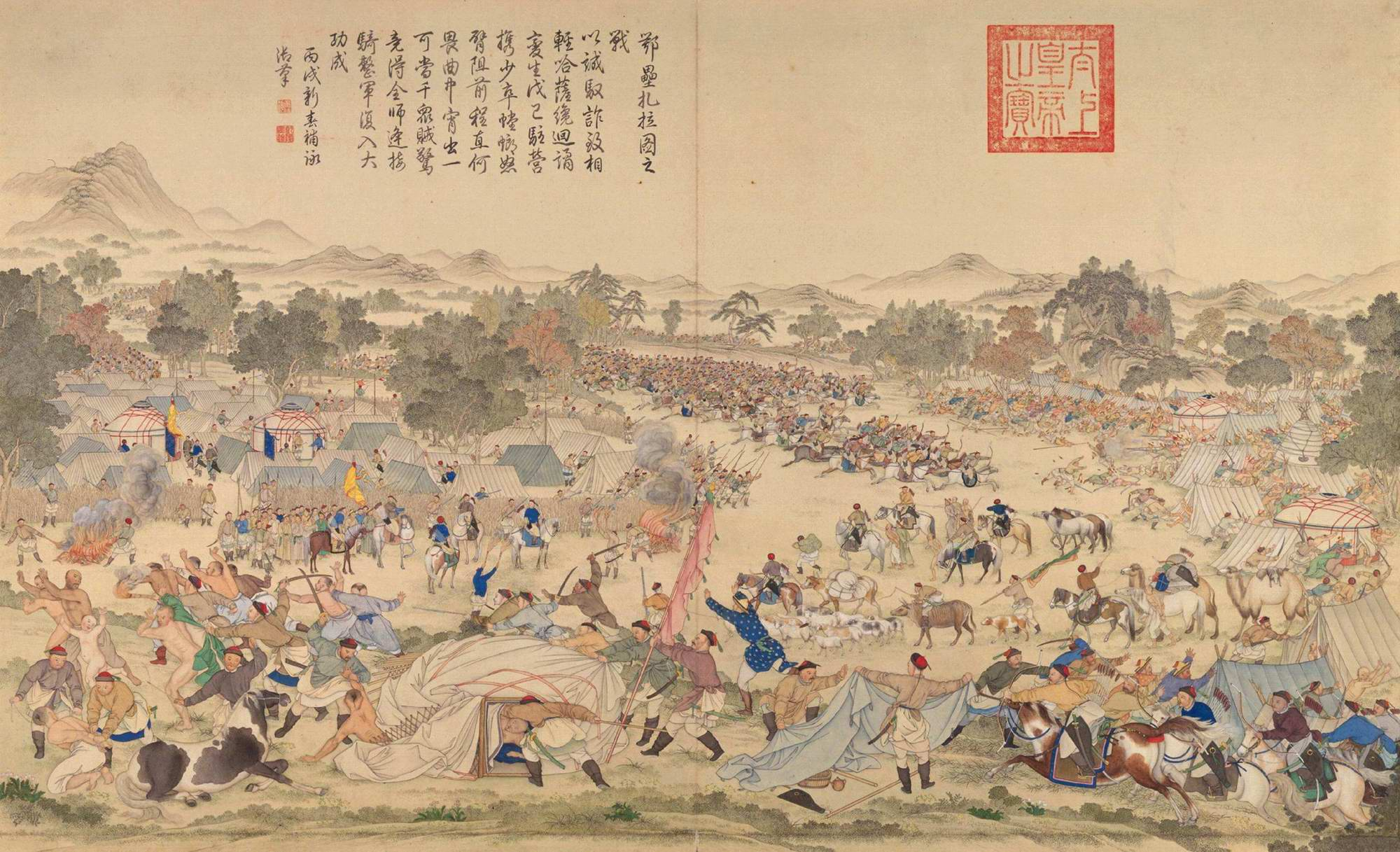
兆惠在鄂垒扎拉图突围

1745年，噶尔丹策零病死，准噶尔汗国陷入内乱。1752年，大策零敦多布之孙达瓦齐在阿睦尔撒纳的支持下继承汗位。不久达瓦齐与阿睦尔撒纳反目相攻。准噶尔内乱，使原本附属于准噶尔的各部落纷纷归附清朝。1754年，阿睦尔撒纳率部降清，被乾隆帝封为亲王。同时，清军招抚唐努乌梁海和阿尔泰乌梁海。
阿睦尔撒纳入朝后，将准噶尔部的实情奏报中央。乾隆帝于1755年春发兵出征准噶尔。五月，清军进占伊犁。达瓦齐众叛亲离，率残部退至昭苏之格登山。准噶尔降臣阿玉锡带领清军二十五人夜袭达瓦齐大营，数千人不战自降。达瓦齐仅带少数人仓皇南逃。六月，乌什伯克霍集斯将达瓦齐诱擒后缚送清军，准噶尔汗国灭亡。达瓦齐被送往热河朝觐乾隆帝，被封为“绰罗斯和硕亲王”，居于京师。
清军攻取伊犁后，西征的清军主力撤回内地，西部防卫空虚，阿睦尔撒纳野心逐渐显露。到乾隆二十四年（1759年），清军灭其残部，天山北路底定。

### 平定大小和卓之亂
1757年，居住在天山南路的回部贵族大小和卓发动反清叛乱。1762年，乾隆帝在新疆地区设立伊犁将军，统辖包括巴尔喀什湖在内的整个新疆。自1762年起，清朝中央陆续派遣大量的军队进驻新疆。永驻新疆的军民携带家眷，主要是来自河北、东北地区的满族、达斡尔等民族。

## 青藏地区的战事
青藏地区在清朝初年不属清朝政权管辖，由格鲁派的达赖喇嘛和蒙古族的和硕特汗国管辖，康区的部分地区由藏族土司管辖。1720年，清朝将准噶尔势力自青藏高原逐出。1724年平定罗卜藏丹津之乱以后，正式将其纳入版图之内。

### 平定西藏

乾隆帝

康熙五十五年（1716年），策妄阿拉布坦派大策零敦多布领兵六千，秘密潜入西藏。1717年十一月，大策零敦多布偷袭拉萨，杀死和硕特汗国末代首领拉藏汗，控制了藏内局势。康熙五十七年（1718年）十月，康熙帝发兵入藏，但被准噶尔大败，全军覆没。1720年，清军再次出兵，在拉藏汗的叔叔罗卜藏丹津的支持下，将准噶尔势力逐出西藏，大策零敦多布逃回伊犁。清朝从此在西藏驻军。罗卜藏丹津以立功为名，要求清廷册立自己为和硕特的可汗，遭到拒绝。清廷封康济鼐、阿尔布巴为贝子，隆布鼐为辅国公，颇罗鼐为一等台吉，让他们共管西藏事务。对此罗卜藏丹津极为不满，在1723年联合青海的霍尔三十九族部落，一起反对清廷。雍正帝派大将军年羹尧、岳锺琪将其击败，霍尔三十九族再度归附清廷。雍正帝采纳年羹尧“分而治之”的建议，于1724年将藏区拆分为青海、西藏两个部分，青海的藏人地区由朝廷派驻的西宁办事大臣管理；康区部分地区分别划归云南、四川管辖；卫藏则有藏传佛教格鲁派祖古达赖喇嘛和班禅喇嘛一起管理。此事件即为藏区分治。1727年，清廷设立驻藏大臣以监督西藏政治。

### 大小金川之役
乾隆十二年（1747年）大金川安抚司莎罗奔私自进攻明正土司，中央调兵征讨。乾隆十四年（1749年）莎罗奔投降。乾隆三十六年（1771年），大金川土司索诺木朋楚克袭杀革布什咱土司色楞敦多布，又帮助小金川土司之子僧格桑侵凌鄂克什、明正等土司。四川官员令其退还土地，大小金川拒不退兵。清廷再次发兵进剿。1772年底，清兵攻克小金川官寨美诺。乾隆四十一年（1776年），索诺木朋楚克出降。清朝肃清了西南四川地区的反清力量。

## 周邊政權的行動
日本德川幕府曾对东宁国的反清战事给予经济和后勤的支持。在三藩之乱的时候，朝鲜曾经计划讨伐清朝以恢复明朝。越南在西山朝时期曾支持反清复明运动，攻打清朝沿海一带。

## 历史定位及评价

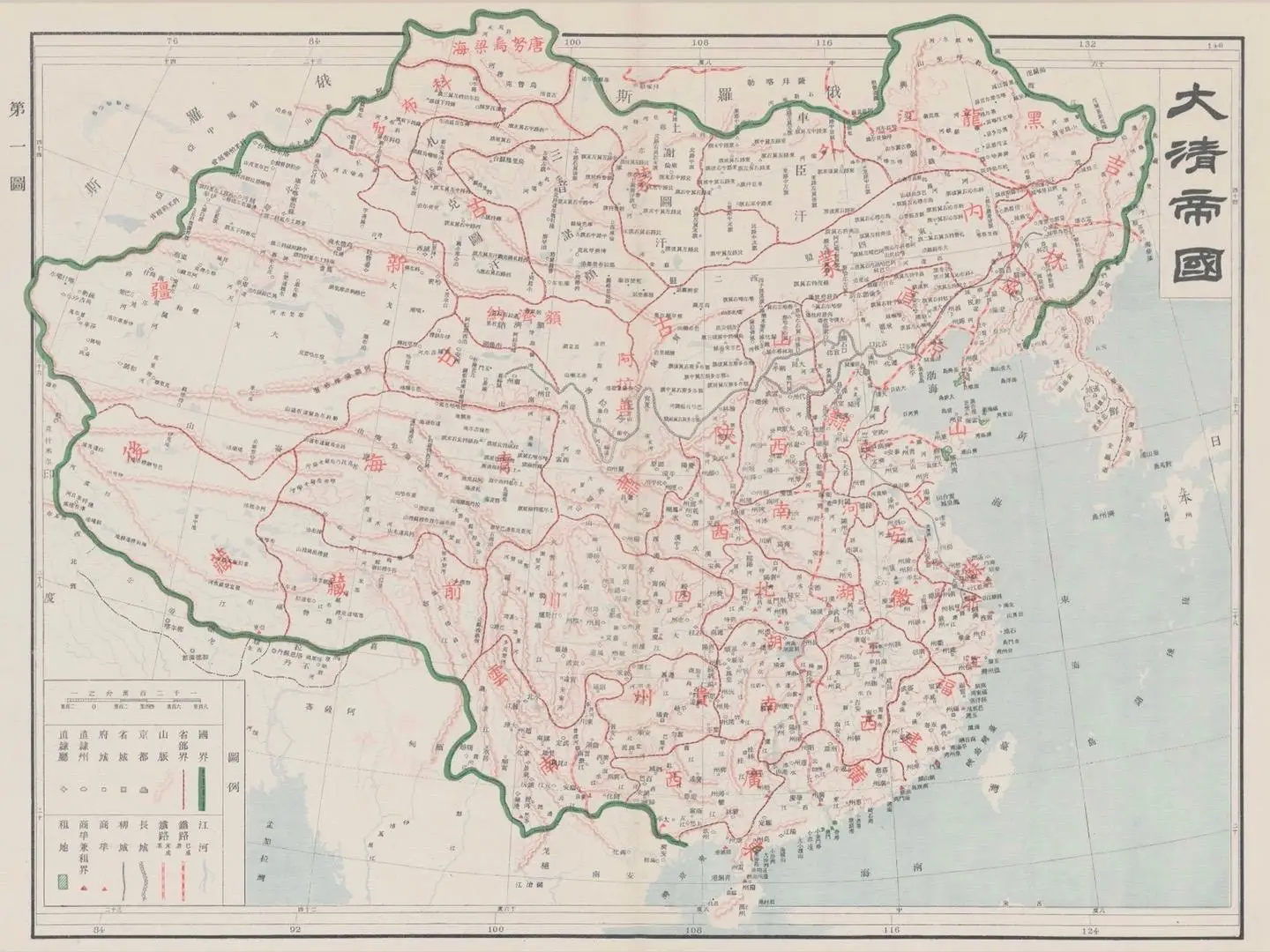
光绪三十一年（1905年）清朝官方全國地图

历史上，在初期，深受华夷之辨思想影響的朝鲜、日本、越南以及台湾明鄭等政权不认可清朝的“中華”地位。他们认为在清朝為“以夷變夏”，認為是蠻夷取代了中華，并认为自己的国家才是繼承了正统中华文明體系，是为小中华思想。到了清朝中期，朝鮮北學派先驅洪大容在出使清朝時體會到清朝國運的變化，他在《湛軒燕記》中寫道：「清主中國，盡有明朝舊地，西北至甘肅，西南至緬甸，東有瓦喇。船廠又其發蹟之地。而在明朝一統之外，則幅員之廣甲於歷朝。藩夷之服貢者，琉球間歲一至，安南六歲再至，暹羅三歲，蘇祿五歲，南掌十歲一至。西洋、緬甸貢獻無常期。蒙古三十八部不服者二，其三十六部選士入學，選兵入衛，通關市、婚姻，商胡貿遷無限域，馳馬交於關東，則與一統無甚異也。」朝鮮使臣洪大容在與清朝學者潘庭筠、嚴誠和陸飛的交往中，感到中華文化並未因滿族入侵而有太大的變化，他評價三名中國友人「雖斷髮胡服，與滿洲無別，乃中華故家之裔也」，「非吾輩所及也」。
清朝末年，以推翻清朝为目的革命党曾在日本影響下鼓动“排满”。他们主张满清取代明朝政权是外族灭亡“中国”，号召采用激进地方式排斥满人。此观点在中华民国成立之后逐渐式微。例如孙中山后来就放弃“驱除鞑虏，恢复中华”的思想，改为主张“五族共和”。孙中山在《民权主義第四講》中亦指出：「中國本部形式上向來本分作十八省，另外加入東三省及新疆，一共是二十二省；此外還有熱河、綏遠、青海許多特別區域，及蒙古、西藏各屬地。這些地方，在清朝二百六十多年之中，都是統屬於清朝政府之下。……中國最強盛的時代，領土是很大的。北至黑龍江以北，南至喜馬拉雅以南，東至東海以東，西至葱岭以西，都是中國的領土」。
中華人民共和國史學界主流觀點認為，历经努爾哈赤、皇太極、顺治、康熙、雍正、乾隆几代清朝帝王的統治完成了帝國的统一，使其归于中央统治之下，清朝在明朝疆域的基础之上进一步得到扩展，对中国东北地区、蒙古、新疆、西藏等少数民族地区采取军事及政治措施巩固统治，并且通过抵御沙皇俄国侵略军入侵等方式，奠定了近現代中國的疆土。
學者李大龍認為「中國」一詞在清代亦首次擁有了現代主權國家的含義以及成為一個主權國家的名稱。